# 名古屋城 (下総国)
名古屋城（なごやじょう）は、千葉県成田市にあった日本の城（平山城）。

## 概要
城跡は山林や畑になっており曲輪や土塁、空堀が残存する。約500m四方の城域を擁する城であったと推測されており、地理的に助崎城の支城ではないかと言われているが城に関する資料が残ってないため詳細は不明。西側付近には小御門神社や千葉県立下総高等学校がある。

## 所在地
千葉県成田市名古屋字城山

## 交通アクセス
JR東日本成田線滑河駅より南へ徒歩約45分